# Chalcides coeruleopunctatus
Chalcides coeruleopunctatus là một loài thằn lằn trong họ Scincidae. Loài này được Salvador mô tả khoa học đầu tiên năm 1975.

## Hình ảnh

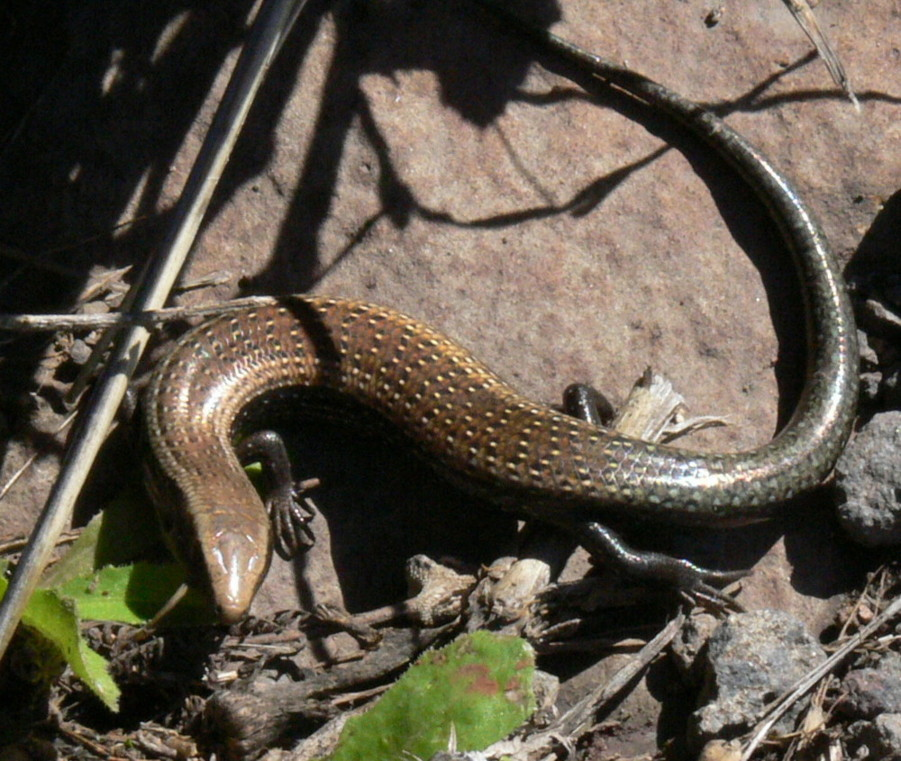